# Mjedena vrata (Split)
Mjedena vrata (lat. Porta aenea), poznata i kao Brončana vrata ili Vrata Grota, južna vrata Dioklecijanove palače u gradu Splitu, koja su vodila s morske strane, kroz podrumske prostorije u carsku palaču. U antičko doba nazivala su se Porta meridionalis ("južna vrata").
Stilski su u potpunosti drugačija od ostalih vrata Palače i manjih su dimenzija. Služila su za direktan izlaz na more i bijeg u slučaju napada na Palaču, stoga su u srednjem vijeku nazivana i Sigurnosnim vratima. Danas se koriste kao spoj između rive i Peristila.

## Vanjske poveznice
- Mjedena vrata - visitsplit.com, pristupljeno 17. srpnja 2018.